# 共立女子聖書学院
共立女子聖書学院（きょうりつじょしせいしょがくいん）は、神奈川県横浜市に存在した女子の神学校。多くの、婦人伝道者、牧師夫人を輩出してきた。現在は、東京キリスト教学園に統合されて消滅。現在は、共立基督教研究所が伝統を継承している。

## 沿革
- 1881年 全国婦人一致伝道協会の、L・H・ピアソン宣教師が横浜市中区山手町に偕成伝道女学校を創立。ピアソンが初代校長になる。
- 1899年 初代校長ピアソンが死去する。
- 1907年 共立女子神学校と改称
- 1940年 松尾造酒蔵が校長に就任。（1943年まで）
- 1941年 政府の要請による教団教派の合同による日本基督教団設立に伴い、神学校も政府の要請により合同する。
- 1943年 東京聖経女学院、青山学院神学部女子部などと共に日本女子神学校になる。校長は、渡辺善太。
- 1944年 日本女子神学校は日本基督教女子神学専門学校となる。
- 1948年 日本基督教女子神学専門学校は日本基督教神学専門学校に統合となり、後に東京神学大学に改組され、創立来の学校資産、同窓会は東京神学大学に継承されている。
- 1951年 米国婦人一致伝道協力会がM.バレンタインを総理として派遣、4月1日に共立女子聖書学院として旧派により再興される。日本基督教団との関係を絶ち、福音主義の超教派女子神学校となる。このため同窓会は分裂を来すこととなった。
- 1957年 共立女子聖書学院に校名を変更
- 1964年 山口昇が校長になる。
- 1975年 森和亮が理事長になる。
- 1976年 WUMS米国婦人一致伝道協力会のBMMF (Bible Medical Missonary Fellowship) との合併に伴い、それまでの支援を打ち切られ、TEAMと関係の深い東京基督教短期大学との合併を勧告される。
- 1977年 東京都国立市谷保の東京基督教短期大学内に移転
- 1979年 4月に最後の卒業生4名が卒業し、その後一年間実行委員だけで一年間運営する。
- 1980年 3月末で、閉校する。「共立」の名称、伝統、資産、人材を継承する共立キリスト教研究所が設置される。
- 1981年 共立基督教研究所に改称される。
- 1990年 東京基督教大学の開校とともに、大学付属研究所になる。

## 現在
- 1980年 東京基督教短期大学、東京基督神学校との併合に伴い、共立女子聖書学院は閉校して共立キリスト教研究所（翌年、共立基督教研究所に改称）となる。同校のスピリットと人材は東京基督教大学と同大学附属共立基督教研究所に引き継がれている。